# أحمد ياسر ريان
أحمد ياسر أنور محمد محمد ريان لاعب كرة قدم مصري، مهاجم شاب من ناشئي لنادي الأهلي. برز اسمه في مسابقات دوريات الناشئين والشباب حتى أصبح هدافًا لتلك المسابقات، وهو نجل الظهير الأيسر المعتزل للنادي الأهلي ياسر ريان، وبرغم صغر سنه إلا أنه يجيد التسديد على المرمى كما يتقن التحرك بدون كرة والتمركز داخل منطقة الجزاء، كما يجيد ضربات الرأس، وبدأ يأخذ فرصة بالفريق الأول بموسم 2017–2018، والذي حصل فيه النادي الأهلي على لقب الدوري ولكن لا يزال لم يترك بصمة قوية لقلة المشاركة رغم أنه يتوقع له الجميع بأن يكون له مستقبل. النادي الحالي سيراميكا كليوباترا.

## إحصائيات مشاركاته
آخر تحديث في 3 يوليو 2018

### مع الأندية
| الفريق | الموسم    | الدوري  | الدوري | الكأس   | الكأس | البطولات القارية | البطولات القارية | بطولات أخرى | بطولات أخرى | الإجمالي | الإجمالي |
| الفريق | الموسم    | مشاركات | أهداف  | مشاركات | أهداف | مشاركات          | أهداف            | مشاركات     | أهداف       | مشاركات  | أهداف    |
| ------ | --------- | ------- | ------ | ------- | ----- | ---------------- | ---------------- | ----------- | ----------- | -------- | -------- |
| الأهلي | 2016–2017 | 0       | 0      | 0       | 0     | 0                | 0                | —           | —           | 0        | 0        |
| الأهلي | 2017–2018 | 4       | 0      | 1       | 0     | 0                | 0                | —           | —           | 5        | 0        |
| الأهلي | الإجمالي  | 4       | 0      | 1       | 0     | 0                | 0                | —           | —           | 5        | 0        |

## روابط خارجية
- أحمد ياسر ريان على موقع اتحاد تركيا (لاعب) (الإنجليزية)
- أحمد ياسر ريان على موقع Soccerway.com (الإنجليزية)
- أحمد ياسر ريان على موقع أوليمبيديا (الإنجليزية)